# Robert Dauger
Pour les articles homonymes, voir Dauger.
Pas d'image ? Cliquez ici

a Compétitions nationales et continentales officielles uniquement.

Martial Dauger (dit Robert Dauger), né le 1er septembre 1914 à Bayonne et mort le 24 décembre 1988 à la Roche-sur-Yon, est un joueur de rugby à XV et de rugby à XIII évoluant au poste de demi de mêlée dans les années 1930 et 1940. Il devient entraîneur de rugby à XV dans les années 1950.

## Biographie
Il est formé au sein du club de l'AS Bayonne avant que lui et ses frères parfassent leur formation à l'Aviron bayonnais. Petit à petit, il devient titulaire au sein de ce club et le voit remporter le Challenge Yves du Manoir 1935-1936 à laquelle il ne prend pas part. Il y devient titulaire lors de la saison 1936-1937 et se voit éliminé par CS Vienne, futur champion, aux côtés de Félix Bergèse. À l'été 1937, lui et son petit frère Jean Dauger, alors seulement âgé de 17 ans, décident de rejoindre Roanne XIII et de changer de code de rugby. Il opère deux années dans ce club avec succès puisqu'il y remporte la Coupe de France 1938 et le Championnat de France 1939, et voit son frère Jean devenir la vedette de l'équipe de France auréolé d'un titre de Coupe d'Europe des nations 1939.
Il rejoint par la suite la capitale, jouant pour le Celtic de Paris. La Seconde Guerre mondiale éclate alors et en 1941 le rugby à XIII est interdit. Il joue un temps pour le Stade français puis rejoint en 1943 l'AS Roanne entraînée par son coéquipier Robert Pouy. Après la guerre, il retourne au rugby à XIII en jouant pour Roanne XIII et y remporte deux nouveaux titres de Championnat de France en 1947 et 1948. Enfin, il devient par la suite entraîneur de rugby à XV en prenant en main le club de la Roche-sur-Yon.
Une rue porte son nom sur la commune de La Roche-sur-Yon.

## Palmarès

### Rugby à XIII
- Collectif :
  - vainqueur du championnat de France : 1939, 1947 et 1948 (Roanne) ;
  - vainqueur de la Coupe de France : 1938 (Roanne).

#### Statistiques
| Saison    | Saison      | Championnat           | Championnat | Championnat | Championnat | Championnat | Championnat | Championnat | Coupe           | Coupe      | Coupe | Coupe | Coupe | Coupe | Coupe |
| Saison    | Saison      | Comp.                 | Class.      | M           | Pts         | Ess.        | Buts        | Dp.         | Comp.           | Class.     | M     | Pts   | Ess.  | Buts  | Dp.   |
| --------- | ----------- | --------------------- | ----------- | ----------- | ----------- | ----------- | ----------- | ----------- | --------------- | ---------- | ----- | ----- | ----- | ----- | ----- |
| 1937-1938 | Roanne XIII | Championnat de France | Finaliste   | ?           | -           | -           | -           | -           | Coupe de France | Vainqueur  | ?     | -     | -     | -     | -     |
| 1938-1939 | Roanne XIII | Championnat de France | Vainqueur   | ?           | -           | -           | -           | -           | Coupe de France | 1/4 finale | ?     | -     | -     | -     | -     |
| 1945-1946 | Roanne XIII | Championnat de France | 5e          | ?           | -           | -           | -           | -           | Coupe de France | 1/2 finale | ?     | -     | -     | -     | -     |
| 1946-1947 | Roanne XIII | Championnat de France | Vainqueur   | ?           | -           | -           | -           | -           | Coupe de France | 1/4 finale | ?     | -     | -     | -     | -     |
| 1947-1948 | Roanne XIII | Championnat de France | Vainqueur   | ?           | -           | -           | -           | -           | Coupe de France | 1/4 finale | ?     | -     | -     | -     | -     |
| 1948-1949 | Roanne XIII | Championnat de France | 1/2 finale  | ?           | -           | -           | -           | -           | Coupe de France | 1/2 finale | ?     | -     | -     | -     | -     |